# Hans-Joachim Pohl
Hans-Joachim Pohl es un deportista de la RDA que compitió en ciclismo en la modalidad de pista, especialista en las pruebas de persecución por equipos y puntuación.
Ganó tres medallas en el Campeonato Mundial de Ciclismo en Pista, en los años 1982 y 1983.

## Medallero internacional
| Campeonato Mundial | Campeonato Mundial      | Campeonato Mundial | Campeonato Mundial          |
| Año                | Lugar                   | Medalla            | Competición                 |
| ------------------ | ----------------------- | ------------------ | --------------------------- |
| 1982               | Leicester (Reino Unido) | Medalla de oro     | Puntuación (A)              |
| 1983               | Zúrich (Suiza)          | Medalla de plata   | Persecución por equipos (A) |
| 1983               | Zúrich (Suiza)          | Medalla de plata   | Puntuación (A)              |